# Rehli
Rehli é uma cidade e um município no distrito de Sagar, no estado indiano de Madhya Pradesh.

## Geografia
Rehli está localizada a 23° 38′ N, 79° 05′ L. Tem uma altitude média de 390 metros (1 279 pés).

## Demografia
Segundo o censo de 2001, Rehli tinha uma população de 25 913 habitantes. Os indivíduos do sexo masculino constituem 53% da população e os do sexo feminino 47%. Rehli tem uma taxa de literacia de 65%, superior à média nacional de 59,5%: a literacia no sexo masculino é de 73% e no sexo feminino é de 57%. Em Rehli, 16% da população está abaixo dos 6 anos de idade.